# ماهیچه راست کناری سر
ماهیچه راست کناری سر (انگلیسی: Rectus capitis lateralis muscle) ماهیچه کوتاه و تختی است که از سطح بالایی زائده عرضی اطلس شروع می‌شود و به سطح زیرین زائده وداجی (زائده ژوگولار) استخوان پس‌سری وارد می‌گردد.

## نگارخانه

Position of rectus capitis lateralis muscle (shown in red). Animation.
Close up. جمجمه has been removed (except استخوان پس‌سری).
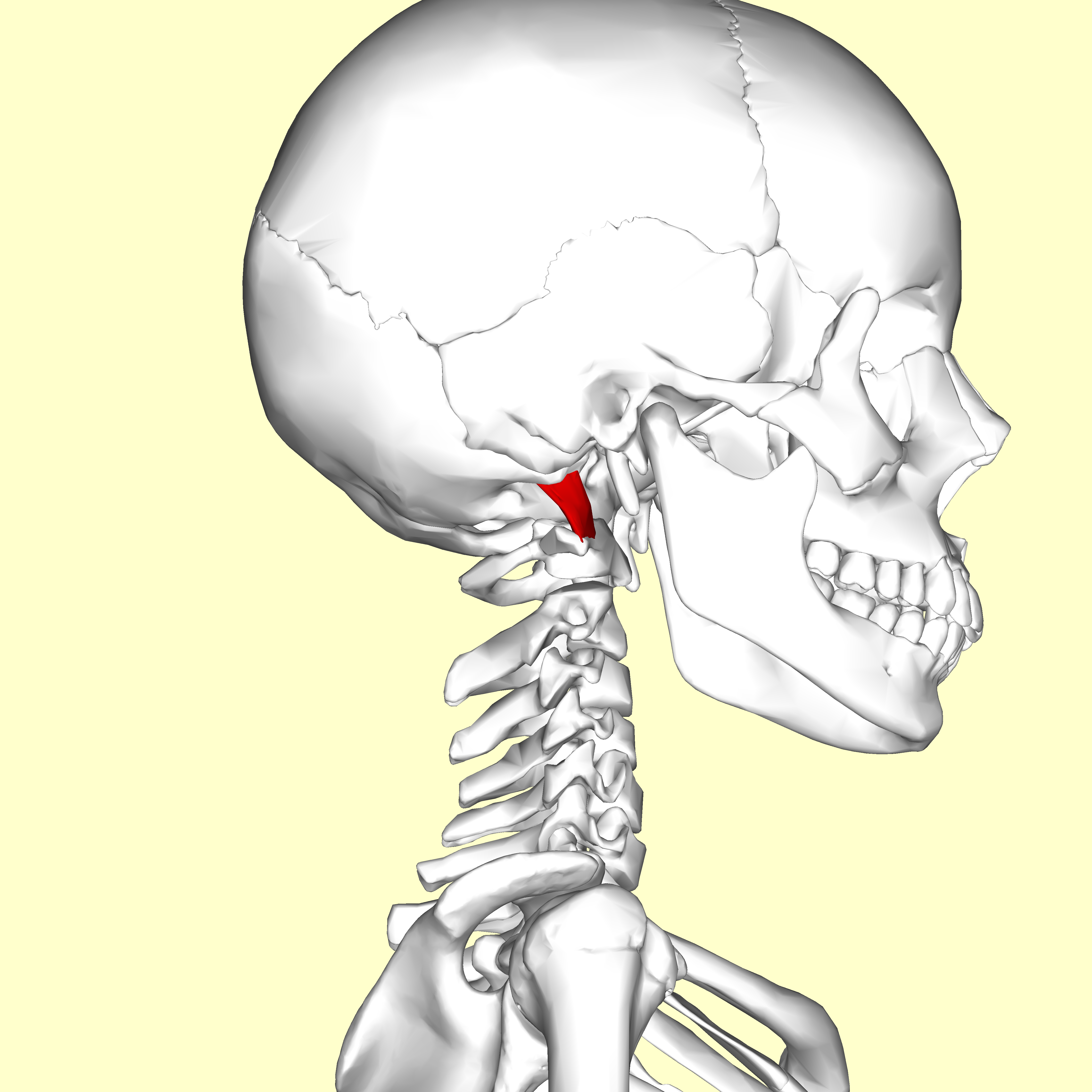
Lateral view. Still image.
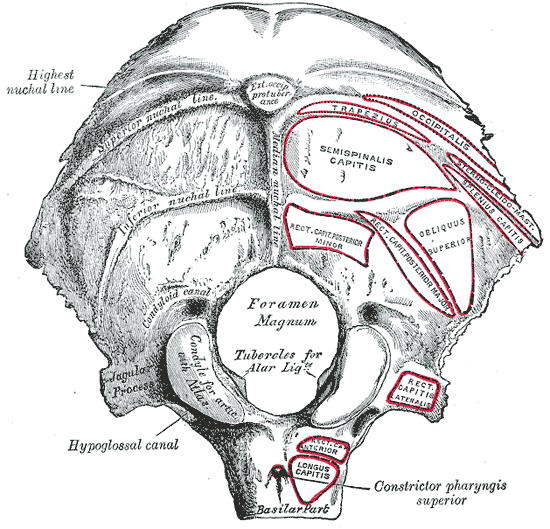
Occipital bone. Outer surface.
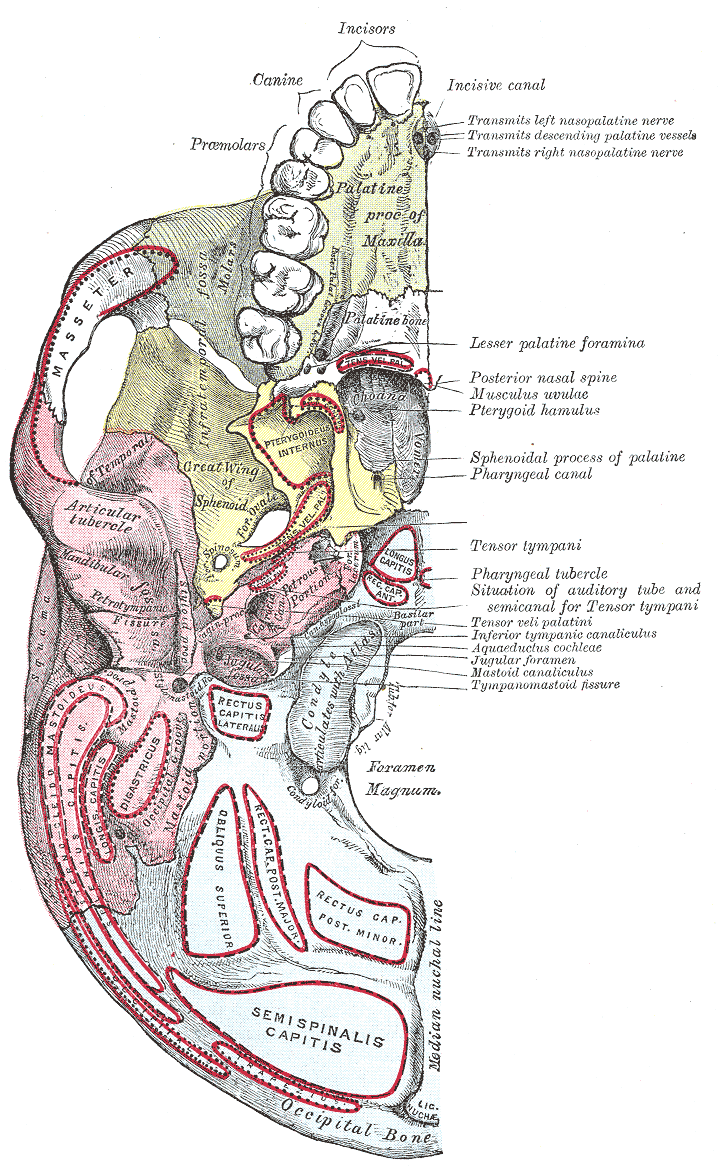
Base of skull. Inferior surface.